# Pomoc wzajemna jako czynnik rozwoju
Pomoc wzajemna jako czynnik rozwoju (ang. Mutual Aid: A Factor of Evolution) – zbiór esejów rosyjskiego naturalisty i myśliciela anarchistycznego Piotra Kropotkina, wydany po raz pierwszy w 1902.
Eseje, początkowo publikowane w angielskim czasopiśmie The Nineteenth Century w latach 1890–1896, zgłębiają rolę obopólnej współpracy i wzajemności (lub też „pomocy wzajemnej”) w dawnym i współczesnym królestwie zwierząt i społeczeństwach ludzkich. Jest to argument przeciwko teoriom darwinizmu społecznego, które podkreślają konkurencję i przetrwanie najsilniejszych, oraz przeciwko romantycznym wyobrażeniom pisarzy takich jak Jean-Jacques Rousseau, którzy uważali, że współpraca była motywowana uniwersalną miłością. Zamiast tego Kropotkin argumentuje, że pomoc wzajemna ma pragmatyczne zalety dla przetrwania społeczności ludzkich i zwierzęcych i, wraz z sumieniem, jest wytwarzana poprzez selekcję naturalną.
Wielu biologów uważa tę pracę za ważny katalizator w naukowych badaniach nad współpracą.

## Treść
Pomoc wzajemna jest uważana za sztandarowy tekst anarchokomunistyczny. Przedstawia on naukowe podstawy komunizmu jako alternatywy dla historycznego materializmu marksistów. Kropotkin rozważa znaczenie pomocy wzajemnej dla dobrobytu i przetrwania w królestwie zwierząt, w rdzennych i wczesnoeuropejskich społeczeństwach, w średniowiecznych wolnych miastach (zwłaszcza za pośrednictwem gilidii), a pod koniec XIX wieku w wioskach, ruchu robotniczym i wśród ubogich. Krytykuje on państwo za niszczenie ważnych historycznie instytucji pomocy wzajemnej, zwłaszcza poprzez narzucanie własności prywatnej.
Daniel P. Todes, w swojej relacji o rosyjskim naturalizmie w XIX wieku, stwierdza, że praca Kropotkina „nie może być odrzucona jako idiosynkratyczny produkt anarchisty zajmującego się biologią” i że jego poglądy „były tylko jednym z wyrazów szerokiego nurtu w rosyjskiej myśli ewolucyjnej, która poprzedzała, a nawet zachęcała do pracy na ten temat i w żadnym wypadku nie ograniczała się do myślicieli lewicowych”.
Kropotkin kładzie nacisk na rozróżnienie pomiędzy walką konkurencyjną poszczególnych organizmów o ograniczone zasoby a walką zbiorową pomiędzy organizmami i środowiskiem. Z pierwszej ręki zaczerpnął obserwacji Syberii i północno-wschodniej Azji, gdzie zauważył, że populacje zwierząt są ograniczone nie przez źródła żywności, które były obfite, ale raczej przez surową pogodę. Na przykład ptaki drapieżne mogą konkurować, kradnąc sobie nawzajem pokarm, podczas gdy ptaki wędrowne współpracują ze sobą, aby przetrwać srogą zimę, pokonując duże odległości. Nie negował konkurencyjnej formy działań, ale twierdził, że kooperacyjny odpowiednik jest niedoceniany: „Wśród różnych gatunków trwa ogromna ilość walk i eksterminacji; jednocześnie jest tyle samo, a może nawet więcej, wzajemnego wsparcia, wzajemnej pomocy i wzajemnej obrony… Towarzyskość jest w takim samym stopniu prawem natury, jak wzajemna walka”.
Jako opis biologiczny, perspektywa Kropotkina jest zgodna ze współczesnym rozumieniem. Stephen Jay Gould podziwiał obserwacje Kropotkina, zauważając, że współpraca, jeśli zwiększa indywidualne przetrwanie, nie jest wykluczona przez selekcję naturalną, a nawet jest wspierana. Idee Kropotkina przewidują obecnie uznane znaczenie wzajemności (korzystny związek pomiędzy dwoma różnymi gatunkami) i altruizmu (gdy jeden członek gatunku pomaga drugiemu) w biologii. Przykłady altruizmu u zwierząt obejmują selekcję krewnych i altruizm odwzajemniony. Douglas H. Boucher umieszcza książkę Kropotkina jako prekursorską z powodu rozwoju biologicznej teorii altruizmu.